# ジョセフ・ホルト (政治家)

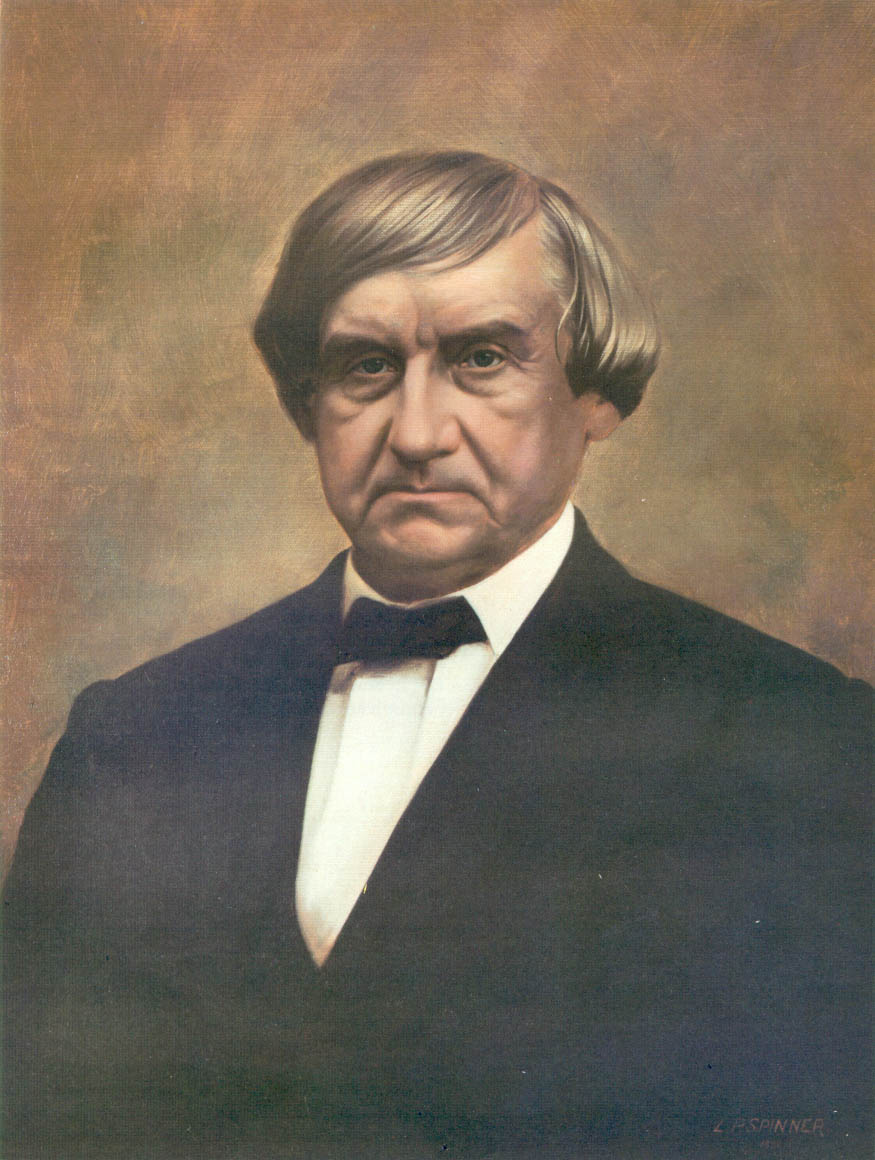
ジョセフ・ホルト

ジョセフ・ホルト（Joseph Holt, 1807年1月6日 - 1894年8月1日）は、アメリカ合衆国の政治家。1859年から1860年まで第21代アメリカ合衆国郵政長官、1860年から1861年まで第25代アメリカ合衆国陸軍長官、1862年から1865年まで第6代アメリカ合衆国陸軍法務総監を務めた。

## 生い立ちと家族
1807年1月6日、ホルトはケンタッキー州ブレッキンリッジ郡において、ジョン・ホルト (John Holt) とエレノア・スティーヴンズ (Eleanor Stephens) の息子として誕生した。ホルトはケンタッキー州バーズタウンの聖ジョセフ大学と同州ダンビルのセンター大学で学んだ。ホルトは1828年にケンタッキー州エリザベスタウンに移住し、弁護士業を開業した。
1832年、ホルトはケンタッキー州ルイビルに移り、メアリー・ハリソン (Mary Harrison) と結婚した。ホルトは1832年にルイヴィル・アドバタイザーの副編集長を務め、1833年から1835年までケンタッキー州検察官を務めた。
1835年、ホルトはメアリーとミシシッピ州ポート・ギブソンに移り、そこで弁護士業を営んだ。だが間もなくメアリーは結核を患ったため、ホルトはメアリーとともにルイヴィルへ戻った。だがメアリーの健康は回復せず、間もなく死去した。ホルトはポート・ギブソンにおいて1842年まで弁護士業を継続した。
ホルトはその後、マーガレット・ウィックリフ (Margaret Wickliffe) と再婚した。

## ブキャナン政権
1857年、ホルトは特許庁長官に任ぜられた。ホルトはワシントンD.C.に移り、1859年まで同職を務めた。1857年、ホルトはジェームズ・ブキャナン大統領によって、郵政長官に任ぜられた。これは前任の郵政長官アーロン・ヴェナブル・ブラウンの死去に伴うものであった。当時のブキャナン政権は、南部諸邦の連邦離脱によって苦境に見舞われていた。大統領顧問団の多くが辞任したが、ホルトは反奴隷と連邦維持を強く支持した。
1859年、陸軍長官ジョン・ブキャナン・フロイドが南部支持のため大統領顧問団を辞任した。ブキャナン大統領はホルトを郵政長官から陸軍長官へ転任させ、体制の維持を図った。ホルトは南北戦争における初期の指導者として、ブキャナン大統領の任期満了まで陸軍長官を務めた。

## 陸軍法務総監
ホルトは陸軍長官退任後、合衆国陸軍に大佐として加わった。1862年、ホルトはエイブラハム・リンカーン大統領により陸軍法務総監に任ぜられた。
ホルト以前の法務総監はすべて将官よりも低い階級であったが、リンカーン大統領はホルトを名誉少将に昇進させた。また1862年、リンカーン大統領はホルトに内務長官の職を提示したが、ホルトはこれを断った。リンカーン大統領は1864年にもホルトに司法長官の職を提示したが、ホルトはこれも断った。

### リンカーン大統領の暗殺

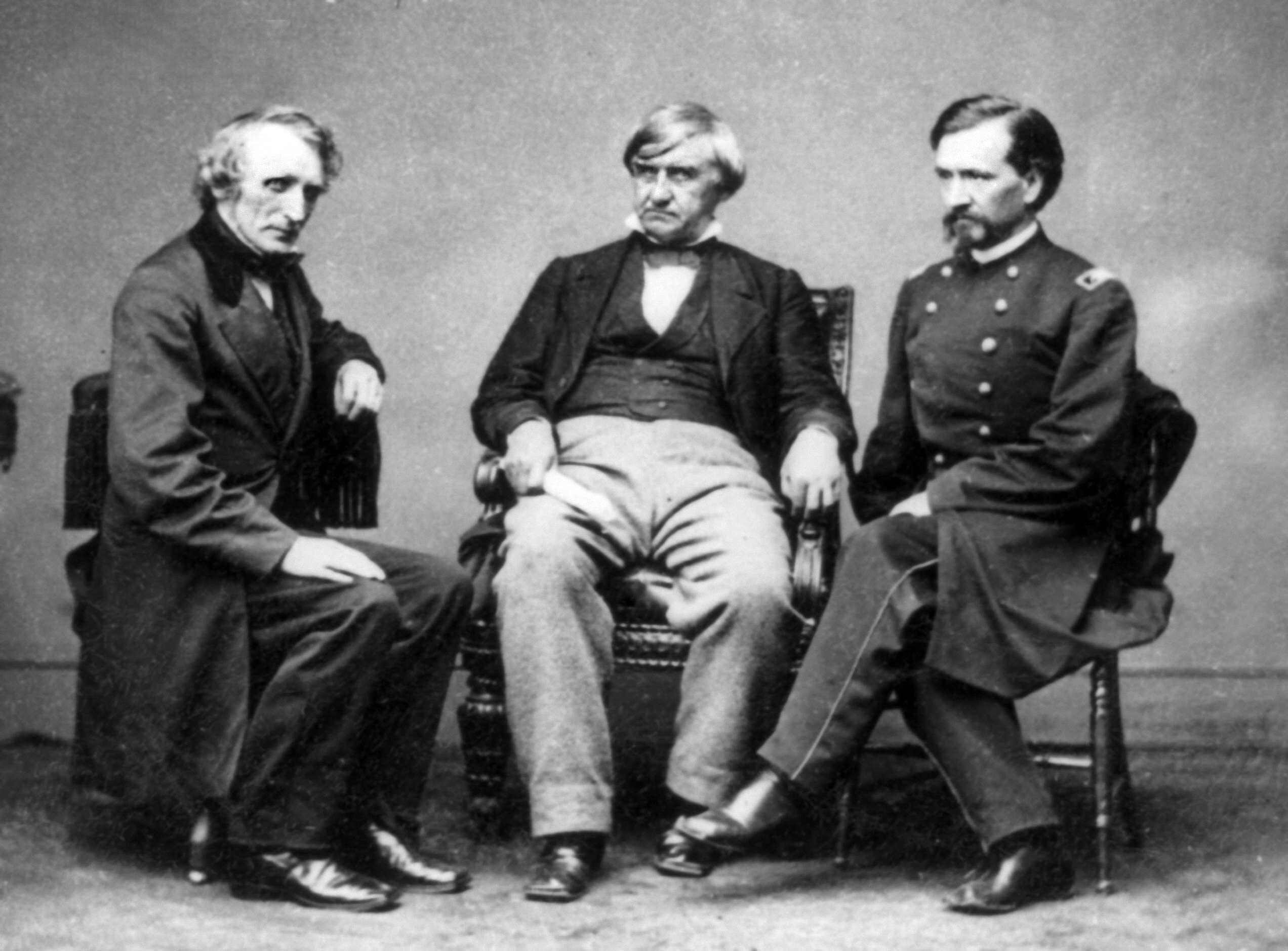
左からジョン・ビンガム、ジョセフ・ホルト、ヘンリー・バーネット

1865年4月14日、フォード劇場においてリンカーン大統領がアメリカ連合国の信奉者ジョン・ウィルクス・ブースに銃撃され、翌4月15日朝に死亡した。国務長官ウィリアム・スワードと国務次官補フレデリック・スワードもまたブースの共犯者ルイス・パウエルによって重傷を負わされた。ホルトは連合国大統領ジェファーソン・デイヴィスとその支持者5人を容疑者として逮捕するため、新大統領アンドリュー・ジャクソンが逮捕命令書に署名を行う準備を整えた。ブースは1865年4月26日に農園の小屋に隠れているところを発見され、ボストン・コーベット軍曹によって撃たれ、その傷がもとになって死んだ。
ホルトは陸軍法務総監として、合衆国下院議員ジョン・ビンガムおよび名誉准将ヘンリー・ローレンス・バーネットの2人を法務副総監に据えた。そしてホルトはリンカーン大統領暗殺に関与した被告人に対する裁判で、裁判長を務めた。被告人はジョージ・アツェロット、デイヴィッド・ヘロルド、ルイス・パウエル、サミュエル・アーノルド、マイケル・オローリン、エドマン・スパングラー、サミュエル・マッド、メアリー・サラットの8人であった。
裁判は1865年5月10日に開廷した。ホルトら3人の裁判官はこの裁判において、陪審員からの評決を待つためにおよそ2か月を費やした。3人は被告人の容疑について概ね慎重に審議したが、ホルトとビンガムは被告人らが計画した2件の謀略については深く追及をしなかった。1件はリンカーン大統領を誘拐し、合衆国が拘束した連合国の囚人と交換させること。もう1件はリンカーン大統領、ジョンソン副大統領、スワード国務長官を暗殺し、政府に混乱を引き起こすことであった。これらの謀略に深く立ち入らないことは、ブースから日記を入手した事実を隠蔽しておきたかった検察当局にとっては重要なことであった。だが意外なことに、弁護側はブーンの日記の提示を要求しなかった。そのため日記の存在が明らかになったのは、しばらく経過した後であった。その後ホルトは証拠を隠匿したとして告訴されたが、明らかな証拠は挙がらなかった。
1865年6月29日、ホルトは8人の被告人に対して、大統領暗殺に関する有罪判決を下した。アーノルド、オローリン、マッドの3人に対しては終身刑が、スパングラーに対しては6年の懲役刑が言い渡され、アッツアーロット、ヘロルド、パウエル、サラットの4人に対しては絞首刑が言い渡された。4人の絞首刑は1865年7月7日に執行された。またオローリンは1867年に刑務所内で死亡した。アーノルド、スパングラー、マッドの3人は1869年にアンドリュー・ジョンソン大統領から恩赦を受け、釈放された。
ホルトの公的な人物像は、この裁判によって大きく悪化した。後世の歴史家の大部分は、この裁判によってホルトの政治生命が終了したと考えた。1866年、ホルトは「売国者による不正な中傷、偽証者および偽証教唆者による自白、およびジェファーソン・デイヴィスの利益行動から導かれる、法務総監ホルトの正当性」と題した論説を発表し、事件に関する混乱を収拾しようとした。

## 晩年
ホルトは1875年12月1日に辞任するまで、法務総監を続けた。ホルトは静かに公職を退き、1894年8月1日にワシントンD.C.で死去した。ホルトの遺体はケンタッキー州ブレッキンリッジ郡にあるホルト一族の墓地に埋葬された。